# حوادث منتهی به حمله به پرل هاربر

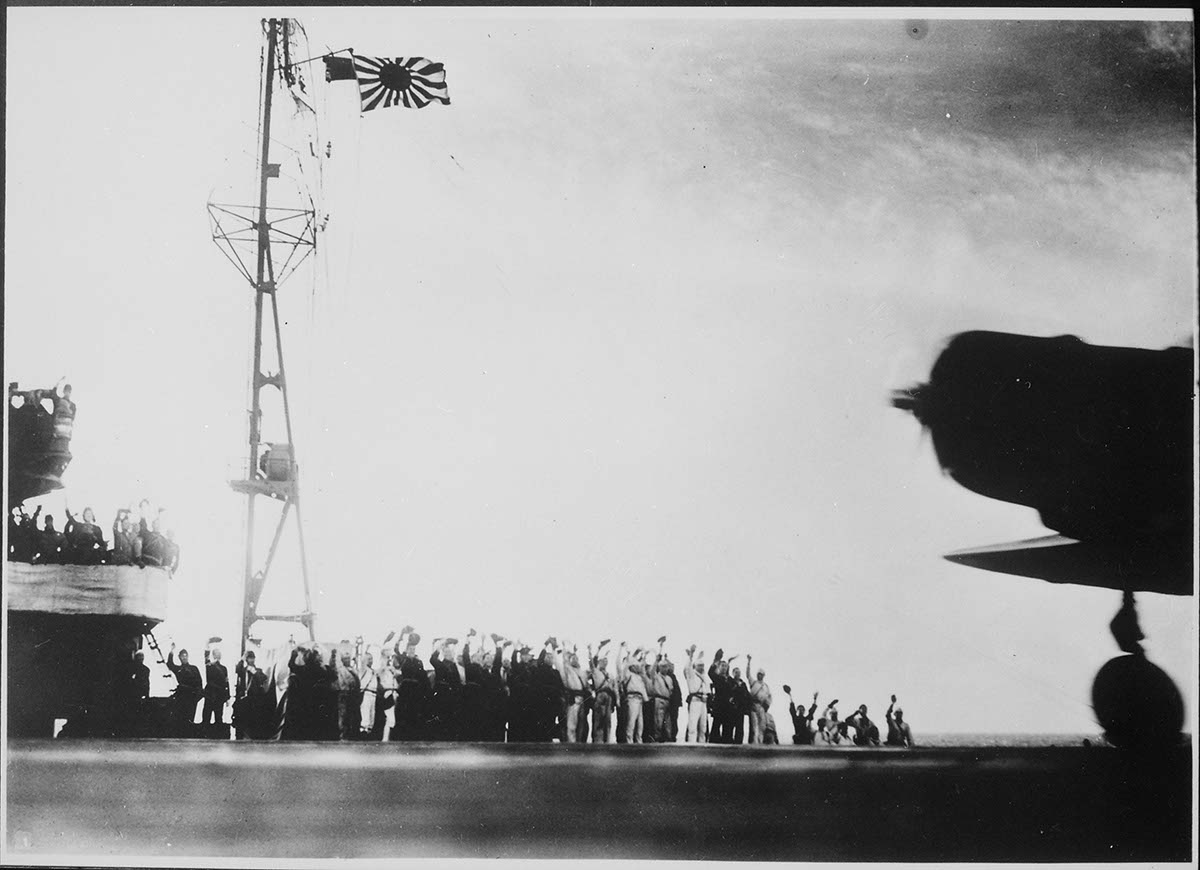
نمایی از یک‌عکس ثبت‌شدهٔ عکاس ژاپنی که قبل از حمله به پرل هاربر در ۷ دسامبر ۱۹۴۱ در یک ناو هواپیمابر ارتش ژاپن گرفته شده‌است.

حوادث منتهی به حمله به پرل هاربر (انگلیسی: Events leading to the attack on Pearl Harbor) یک سری اتفاقات منجر به حمله به پرل هاربر شد. وقوع جنگ بین امپراتوری ژاپن و ایالات متحده آمریکا احتمالی بود که هر کدام از نیروهای نظامی برای دهه ۱۹۲۰ برنامه‌ریزی کرده بودند. گسترش سرزمین‌های آمریکایی در اقیانوس آرام یا تکامل قلمروانه ایالات متحده آمریکا از دهه ۱۸۹۰ تهدیدی برای ژاپن بود، گرچه تنش واقعی تا رد پیشنهاد برابری نژادی و حمله ژاپن به منچوری در سال ۱۹۳۱ آغاز نشد.
ترس ژاپن از استعمار و سیاست‌های توسعه‌طلبانه دولت منجر به گسترش فهرست نواحی اشغال شده توسط امپراتوری ژاپن در آسیا و اقیانوسیه شده بود و ژاپن قصد داشت به قدرت بزرگ جهانی، که فقط از ملت‌های سفیدپوست جهان غرب تشکیل شده بود؛ بپیوندد. دولت ژاپن نیاز به یک قدرت استعماری برای مدرن بودن، را ضروری می‌دید. علاوه بر این، مجموعه ای از قوانین نژادپرستانه باعث کینه بیشتر در ژاپن شد. این قوانین تفکیک را اعمال می‌کرد و از تابعیت، مالکیت زمین و مهاجرت ژاپنی‌ها (و اغلب چینی‌ها) جلوگیری می‌کرد.
تصمیم ژاپن برای حمله به ایالات متحده همچنان بحث‌برانگیز است. گروه‌های مطالعاتی در ژاپن فاجعه نهایی را در جنگ بین ژاپن و ایالات متحده پیش‌بینی کرده بودند، و اقتصاد ژاپن از قبل برای پاسخگویی به خواسته‌های جنگ با چین تحت فشار بود. با این حال، ایالات متحده ژاپن را تحریم نفتی کرده بود و ژاپن احساس می‌کرد که خواسته ایالات متحده مبین بر خروج بی قید و شرط ژاپن از چین و پیمان‌های عدم تجاوز با دیگر قدرت‌های اقیانوس آرام غیرقابل قبول است. در مواجهه با تحریم نفتی ایالات متحده و همچنین کاهش ذخایر داخلی، دولت ژاپن تصمیم گرفت طرحی را که توسط شاخه نظامی به رهبری اوسامی ناگائو و ایسوروکو یاماموتو برای بمباران نیروی دریایی ایالات متحده طراحی شده بود، اجرا کند.